# Сокуле (Мінський повіт)
Сокуле (пол. Sokóle) — село в Польщі, у гміні Станіславув Мінського повіту Мазовецького воєводства.
Населення — 206 осіб (2011).
У 1975-1998 роках село належало до Седлецького воєводства.

## Демографія
Демографічна структура станом на 31 березня 2011 року:
|          | Загалом | Допрацездатний вік | Працездатний вік | Постпрацездатний вік |
| -------- | ------- | ------------------ | ---------------- | -------------------- |
| Чоловіки | 110     | 25                 | 67               | 18                   |
| Жінки    | 96      | 22                 | 50               | 24                   |
| Разом    | 206     | 47                 | 117              | 42                   |